# Egyenlőtlen szárnyú szitakötők
Az egyenlőtlen szárnyú szitakötők avagy nagy szitakötők (Anisoptera) az egyik legősibb rovarrend, a szitakötők (Odonata) három alrendjének egyike.

## Megjelenésük, felépítésük
Mint nevük is mutatja, megkülönböztető jellegzetességük, hogy hátulsó szárnypárjuk hosszabb és szélesebb is az elülsőnél, méghozzá úgy, hogy a szárny töve után hirtelen kiszélesedik. Széles toruk, mellkasuk miatt szárnyukat pihenő helyzetben sem képesek teljesen összecsukni; azt többnyire oldalt széttárva helyezik el.
Nagy összetett szemeik a fejtetőn egymáshoz érnek, vagy legalábbis nagyon közel kerülnek egymáshoz.

## Életmódjuk, élőhelyük
Lárváik fajonként rendkívül különböző ideig (2 hónaptól 4 évig) fejlődnek, és ezt jelentősen befolyásolják a külső körülmények is. Általános szabály, hogy a rövidebb lárvaéletű fajok imágója tovább él. Az ilyen egyedek messzebb vándorolnak, az ilyen fajok gyorsabban belakják az új élőhelyeket.
Lárváik a kis szitakötők lárváitól eltérően béllégzők: az oxigént utóbelük falán át veszik fel. A vizet potrohszelvényeiket összehúzva és tágítva cserélik, és ugyanezzel a megoldással, tehát rakétaelven, lökésszerű, gyors mozgással úsznak is.
Egyes nagy szitakötők (Aeshnidae, Libellulidae: Sympetrum, Crocothemis, Leucorrhinia) lárvái a növényeken kapaszkodva várják a zsákmányt. Más csoportok (Corduliidae, Libellulidae: Libellula, Orthetrum) lárvái előszeretettel mozognak a mederfenéken. A folyami szitakötők (Gomphidae) lárvái a mederfenékbe ássák magukat, hogy a víz el ne sodorja őket, így táplálékukat is ott keresik. A hegyi szitakötők (Cordulegasteridae) szintén a patakágyba ássák magukat: csak szemük és potrohuk vége látszik ki. Nem mozognak, csak az elébük kerülő zsákmányt ragadják meg.
Ha valami gyanús dolog közelít feléjük, a nagyobb lárvák - főleg az Anax és Aeshna nemekből - fenyegető magatartást öltenek, visszahajlítják potrohvégüket, amin jókora tüskék meredeznek, álarcukat használva támadnak, illetve támadást imitálnak, esetleg menekülni próbálnak. A tüskék határozó bélyegnek is igen alkalmasak - vedlés után persze ezek is lágyak, és ilyenkor nem védenek. A mérgező bogárlárvák és vízi poloskák ellen az egyetlen hatásos védelem a megelőző támadás.
Az imágók kiválóan repülnek: költőhelyüktől olykor 100 km-re is elkóborolnak.

## Rendszerezésük
Az alrendet három öregcsaládra tagolják, összesen 10 családdal.
Rendszerezésük a Kárpát-medencei fajaikkal (a Magyarországon védett fajok természetvédelmi értékével):
- Aeshnoidea öregcsalád
  - Petaluridae család
  - Karcsú acsák családja (Aeshnidae)
    - Aeshnini nemzetség
      - lápi acsa (Anaciaeschna isosceles)
      - gyakori acsa (Aeschna affinis)
      - sebes acsa (Aeschna cyanea)
      - nádi acsa (Aeschna mixta)

    - Anactini nemzetség
      - óriás szitakötő (Anax imperator)
      - tavi szitakötő (Anax parthenope)
      - nyerges acsa (Hemianax ephippiger)

    - Brachytroninae alcsalád 
      - Brachytronini nemzetség
        - szőrös szitakötő (Brachytron pratense)

  - folyami szitakötők vagy csermelyszitakötők (Gomphidae) családja
    - Gomphinae alcsalád
      - sárga szitakötő vagy sárgalábú szitakötő (Gomphus flavipes, Stylurus flavipes) Értéke: 10 000 Ft
      - feketelábú szitakötő (Gomphus vulgatissimus) Értéke: 2000 Ft
      - csermelyszitakötő (Onychogomphus forcipatus) Értéke: 10 000 Ft
      - erdei szitakötő (Ophiogomphus cecilia) Értéke: 2000 Ft
- Cordulegastroidea öregcsalád
  - hegyi szitakötők (Cordulegastridae) családja
    - Cordulegastrinae alcsalád
      - sárgasávos hegyiszitakötő (sárgafoltos hegyi szitakötő, Cordulegaster boltonii) Értéke: 10 000 Ft
      - kétcsíkos hegyiszitakötő (Cordulegaster heros) Értéke: 100 000 Ft
      - hegyi szitakötő (Cordulegaster bidentata, Cordulegaster bidentatus) Értéke: 10 000 Ft

    - Chlorogomphinae alcsalád

  - Austropetaliidae család
  - Neopetaliidae család
- Laposhasú acsafélék (Libelluloidea) öregcsaládja
  - Corduliidae család
    - Corduliinae alcsalád
      - érces szitakötő (Cordulia aenea)
      - fémzöld szitakötő (Somatochlora metallica)
      - sárgafoltos szitakötő (Somathochlora flavomaculata, Somathochlora aenea)
      - kétfoltú szitakötő (Epitheca bimaculata). Értéke: 2000 Ft
      - sárgafoltos szitakötő (Somatochlora flavomaculata). Értéke: 2000 Ft

  - Laposhasú acsák családja (Libellulidae)
    - Libellulinae alcsalád
      - négyfoltos acsa (Libellula quadrimaculata)
      - kisfoltos laposacsa (Libellula fulva) Értéke: 2000 Ft
      - laposhasú acsa (Libellula depressa)
      - vízipásztor (Orthetrum cancellatum)
      - fehér pásztor (Orthetrum albistylum)
      - pataki szitakötő (Orthetrum brunneum) Értéke: 2000 Ft
      - kék pásztor (Orthetrum coerulescens)

    - Sympetrinae alcsalád 
      - déli szitakötő (Crocothemis erythrea)
      - közönséges szitakötő (Sympetrum vulgatum)
      - gyakori szitakötő (Sympetrum striolatum)
      - sárgatorú szitakötő vagy csíkos katona-szitakötő, sárgás szitakötő (Sympetrum meridionale)
      - atkás szitakötő (Sympetrum fonscolombei)
      - útszéli szitakötő vagy sárgaszárnyú szitakötő (Sympetrum flaveolum)
      - alföldi szitakötő vagy vörös katona-szitakötő (Sympetrum sanguineum)
      - lassú szitakötő (Sympetrum depressiusculum) Értéke: 2000 Ft
      - fekete szitakötő (Sympetrum danae)
      - szalagos szitakötő vagy barnacsíkos szitakötő, barnafoltos szitakötő (Sympetrum pedemontanum)

    - Leucorrhiniinae alcsalád 
      - tócsaszitakötő (Leucorrhinia caudalis) Értéke: 10 000 Ft
      - piros szitakötő (Leucorrhinia pectoralis) Értéke: 10 000 Ft
      - Leucorrhinia albifrons

  - Synthemistidae család